# دييغو رايموندي
دييغو رايموندي (بالإسبانية: Diego Raimondi)‏ هو لاعب كرة قدم أرجنتيني في مركز الدفاع، ولد في 27 ديسمبر 1977 في بوينس آيرس في الأرجنتين. لعب مع أتلتيكو أتلانتا وكوسينزا كالشيو ونادي بيروجيا ونادي بيزا.

## وصلات خارجية
- دييغو رايموندي على موقع قاعدة بيانات كرة القدم.إي يو (الإنجليزية)
- دييغو رايموندي على موقع عالم كرة القدم.نت (الإنجليزية)